# Alan Davies (rugbista)
Alan Davies (Ynysybwl, 28 gennaio 1948) è un ex rugbista a 15 e allenatore di rugby a 15 gallese.
Trasferitosi all'età di dieci anni a Nottingham, si è laureato al Loughborough College e ha giocato per alcuni club inglesi.
In seguito è diventato allenatore e ha guidato il Nottingham RFC, il Lincolnshire e il Derbyshire. Tra il 1986 e il 1988 è stato allenatore dell'Inghilterra 'B' e, sempre nel 1988, assistente di Geoff Cooke durante il tour della nazionale maggiore in Australia e nelle Figi.
Davies fu scelto dalla Welsh Rugby Union come coach ad interim del Galles nel 1991, in vista dell'imminente Coppa del Mondo e prese il posto del dimissionario Ron Waldron. Nonostante l'impiego dovesse essere limitato nel tempo, Davies rimase allenatore della nazionale per quattro anni, fino al 1995. Durante questo periodo riuscì anche a vincere un Cinque Nazioni (1994). Lasciò la sua carica alla fine del Cinque Nazioni 1995, chiuso dalla sua squadra con il whitewash e fu sostituito da Alex Evans. In totale ha guidato il Galles in 35 match, vincendone 18 e perdendone 17.
Attualmente è il proprietario dei Rhigos RFC.